# Biskupský dvůr (Brno)
Biskupský dvůr je komplex několika různorodých staveb pod katedrálou svatého Petra a Pavla v Brně. Od roku 1818 je součástí a vlastnictvím Moravského zemského muzea.

## Historie

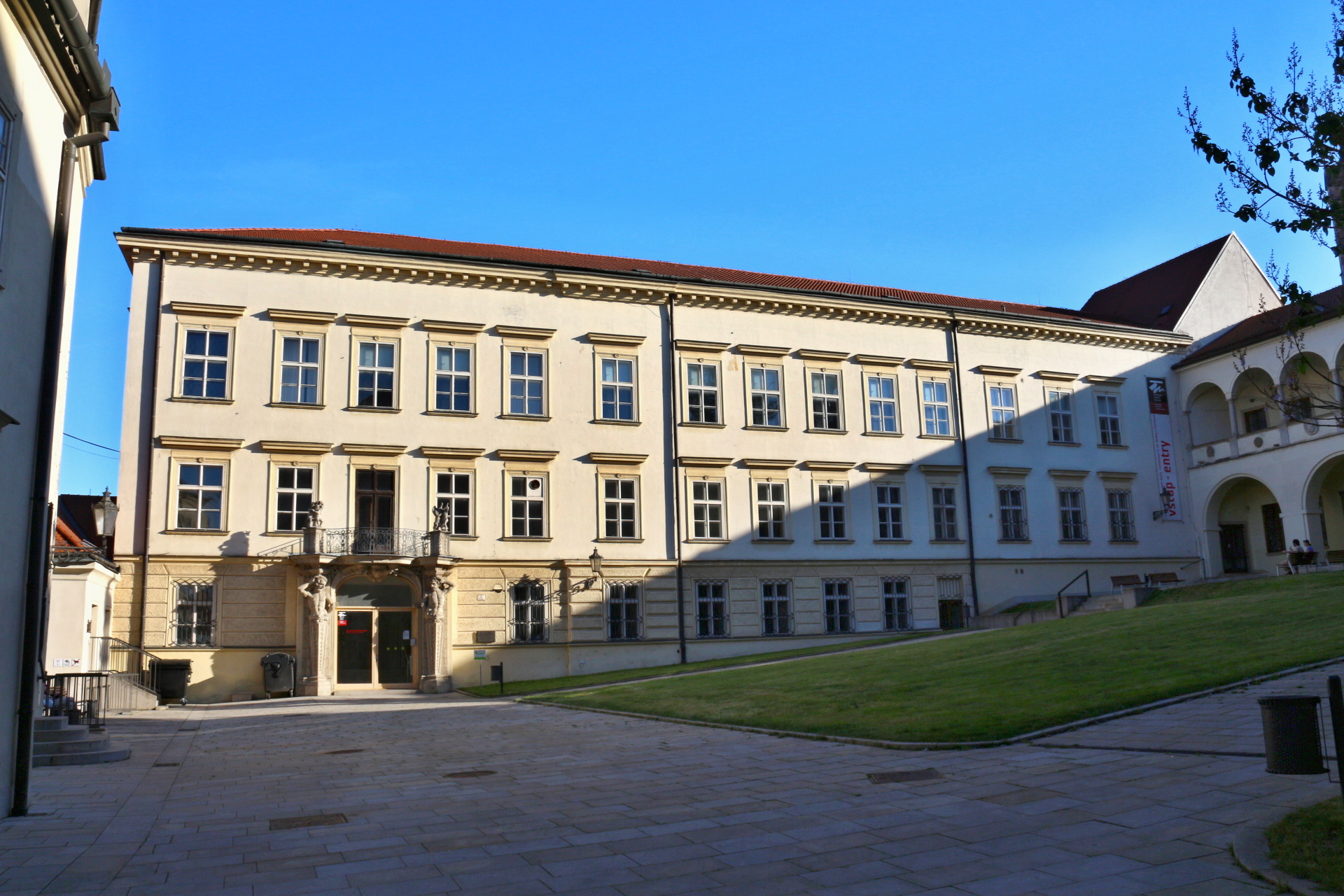
d'Elvertovo křídlo

Biskupský dvůr, jehož existence je doložena již roku 1352, se nachází pod Petrovem v brněnské městské části Brno-střed v katastrálním území Město Brno, na adrese Muzejní č. 1. Je tvořen souborem několika různých staveb, které obklopují parkově upravené nádvoří. Původně gotická stavba proboštství patřila brněnské kapitule, roku 1588 ji však zakoupil olomoucký biskup Stanislav II. Pavlovský. Přestavbu pro biskupa (po němž získal tento architektonický komplex svůj název) provedl v novém stylu brněnský stavitel Antonio Gabri, úpravy dokončil po roce 1600 nástupce biskupa Pavlovského kardinál František z Ditrichštejna (který nechal vystavět i sousední Dietrichsteinský palác). Z nejstarší gotické části se dochovala budova s částečně obnaženým režným cihlovým zdivem a úzkými lomenými a obdélníkovými okny a hranolová věž; v druhém patře věže je kaple vyzdobená freskami s výjevy ze života světců na stěnách. V období renesance bylo vestavěno podloubí a jednopatrová arkádová lodžie.
V Biskupském dvoře získalo své první sídlo Moravské zemské (tehdy Františkovo) muzeum, a to v roce 1818, rok po svém založení. Pro potřeby muzea bylo přistavěno v 80. letech 19. století tzv. d'Elvertovo křídlo, jehož hlavní vchod byl osazen balkonovým portálem, zdobícím původně nedlouho před tím zbořený palác Mitrovských na náměstí Svobody. Z tohoto náměstí bylo v roce 1858 přeneseno i sousoší z Merkurovy kašny od Ignáce Bendla, umístěné nyní v horní části nádvoří Biskupského dvora. Pozdější rozsáhlé stavební a parkové úpravy, dokončené roku 1963 (realizované při komplexní rekonstrukci budov muzea včetně v padesátých letech 20. století získaného – v roce 1990 však Výčtovým zákonem zpět navráceného – komplexu kapucínského kláštera, jehož jedna část, tzv. Trenckovo křídlo, částečně uzavírá Biskupský dvůr na východě), celkovou tvářnost Biskupského dvora již podstatně nezměnily.
Ve druhé polovině roku 2009 byla provedena celková rekonstrukce nádvoří Biskupského dvora - revitalizace travnatých ploch, nové dláždění ap. tak, že je možno prostor využívat k různým hromadným akcím včetně divadelních představení.

## Současnost
V současnosti má v komplexu budov Biskupského dvora místo několik oddělení (pracovny i depozitáře) a expozic Moravského zemského muzea:
oddělení:
- Zoologické oddělení
- Geologicko-paleontologické oddělení
- Mineralogicko-petrografické oddělení

expozice
- „Dějiny peněz na Moravě“ a „Moravské medailérství“
- „Fauna Moravy“
- „Akvárium sladkovodních ryb“
- „Modely hub J. Rulíška“ s houbařskou poradnou

Dále se zde nachází přednáškový tzv. Historický sál, prostory pro menší dočasné výstavy - tzv. Mramorové sály, je zde umístěna Houbařská poradna.

## Zajímavost
V prostoru Biskupského dvora roste několik exemplářů pavlovnie plstnaté (rychlerostoucí strom z krtičníkovitých - Scrophulariaceae), v Brně se vyskytující již jen na několika dalších místech (např. v rajském dvoře sousedního kapucínského kláštera, v parku za Domem umění či na Hájkově ulici v Líšni).